# Oscinella argyrobasis
Oscinella argyrobasis är en tvåvingeart som beskrevs av Curtis W. Sabrosky 1951. Oscinella argyrobasis ingår i släktet Oscinella och familjen fritflugor.
Artens utbredningsområde är Uganda. Inga underarter finns listade i Catalogue of Life.